# Baky László
Baky László (Budapest, 1898. szeptember 13. – Budapest, 1946. március 29.) magyar politikus a két világháború között, a Sztójay-kormány idején belügyi államtitkár.

## Élete
Katonatisztként vett részt az első világháború harcaiban, 1919–20-ban a Nemzeti Hadsereg tagja volt. Később csendőrőrnagy lett, de 1938. szeptember 1-jei hatállyal nyugdíjaztatta magát, hogy politikai pályára léphessen. Kezdetben a Szálasi Ferenc vezette Nemzeti Szocialista Magyar Párt – Hungarista Mozgalom tagja lett, ahonnét 1939-ben kilépett és a Pálffy Fidél féle Egyesült Nemzeti Szocialista Párthoz (avagy Nyilaskeresztes Fronthoz) csatlakozott, mely egy év múlva egyesült a Nyilaskeresztes Párttal. Hivatalosan pártonkívüli nyilaskeresztes programmal jutott be az 1939-es választásokon a parlamentbe. Pálffy támogatójaként 1941-ben ismét otthagyta a nyilaskereszteseket és belépett az Imrédy Béla alapította Magyar Megújulás Pártjába. Később innét is kilépett és visszatért a nyilasok közé.
1944-ben a Belügyminisztérium politikai államtitkára lett. Augusztus 7-én a Parlamentben az SS a Baky és Pálffy által vezetett nyilas képviselőcsoport aktív közreműködésével buktatta meg Imrédyt, aki vonakodott megkötni a szerződéseket számos, zsidó tulajdonban lévő magyar iparvállalat átruházásáról a tulajdonosok külföldre (Portugáliába) juttatása fejében. Jaross Andorral és Endre Lászlóval együtt szervezte meg a magyarországi zsidók koncentrációs táborokba szállítását. 1944 szeptemberében Horthy nyomására leváltották, de a nyilas hatalomátvételt követően a Nemzetbiztonsági Iroda vezetője lett. A szovjetek elől nyugatra menekült, de amerikai fogságba esett és mint háborús bűnöst, kiadták Magyarországnak. Perét Endre Lászlóéval együtt tartották. A népbíróság mindkettejüket kötél általi halálra ítélte. 1946. március 29-én végezték ki Budapesten.